# Mohammad Hasan Schirazi

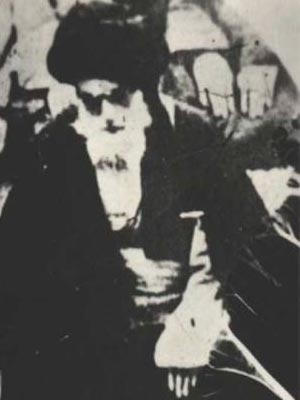
Mirza Mohammad Hasan Schirazi

Ajatollah Mirza Mohammad Hasan Schirazi (persisch میرزای شیراز, auch Ayatollah Shirazi), (* 25. April 1815 in Schiras; † 20. Februar 1895 in Samarra) war ein persisch-irakischer schiitischer Geistlicher („Mudschtahid“) und Mardschaʿ-e Taghlid.
Mirza Mohammad Hasan Schirazi begann seine Ausbildung mit 4 Jahren. Mit 29 zog er nach Nadschaf, um sein Studium bei Scheich Mortaza Ansari fortzusetzen. Mirza Schirazi starb in Samara. Sein Grab befindet sich in der Moschee von Ali ibn abi Talib in Nadschaf.
Berühmtheit erlangte Schirazi durch ein Rechtsgutachten (Fatwa), mit dem er sich gegen das Rauchen von Tabak wandte. Hintergrund war die landesweite Vergabe der Tabak-Konzession (Anbau, Verkauf, Export) im Iran im Jahre 1890 an den britischen Major Gerald F. Talbot durch Schah Nasreddin. Dieses Monopol führte zu landesweiten Unruhen der iranischen Tabakbauern und Tabakhändler. Ayatollah Schirazi, der im Irak in Nadschaf residierte, erklärte mit dem berühmten Rechtsgutachten (Tabak-Fatwa, 1891) den Genuss von Tabak als gegen den 12. Imam gerichtet.
Der folgende Tabakboykott machte die Konzession für die Briten wertlos und veranlasste den Schah 1892, die Konzession zurückzuziehen. Die Entschädigungssumme von 500.000 Pfund an Talbot stellte die erste Auslandschuld des Iran dar. Schirazi hob danach mit einem zweiten Rechtsgutachten das Tabakverbot wieder auf.
Die Tabakbewegung gilt als erste erfolgreiche Protestbewegung in der neueren Geschichte Irans und als Vorläufer der demokratischen Bewegung, die zur konstitutionellen Revolution Irans führen sollte.